# فاب
نادي قوات الشرطة المسلحة لكرة السلة (بالفرنسية: Forces Armées et Police Basketball)‏ ويشتهر بـفاب (بالفرنسية: FAP)‏ وفاب ياوندي (بالفرنسية: FAP Yaoundé)‏، هو نادي كرة سلة كاميروني من ياوندي.